# فيلقية بيلياردية
فيلقية بيلياردية (الاسم العلمي: Legionella beliardensis) هي نوع من البكتيريا يتبع جنس الفيلقية من الفصيلة الفيالقية. تم عزل هذا النووع من البكتيريا من جهاز تدفئة في مونت بليارد في فرنسا.